# Grevskabet Samsøe
Grevskabet Samsøe var et dansk grevskab oprettet 31. december 1677 for Sophie Amalie Moth af hovedgårdene Brattingsborg og Bisgård. Grevskabet blev opløst ved lensafløsningen i 1921.

## Lenets besiddere
- (1677-) Sophie Amalie Moth
- (1698-1719) Ulrik Christian Gyldenløve, greve af Samsø
- (1719-1728) Christian Danneskiold-Samsøe
- (1728-1770) Frederik Danneskiold-Samsøe
- (1770-1778) Frederik Christian Danneskiold-Samsøe
- (1778-1792) ?
- (1792-1823) Christian Conrad Sophus Danneskiold-Samsøe
- (1823-1869) Frederik Christian Danneskiold-Samsøe
- (1869-1886) Christian Conrad Sophus Danneskiold-Samsøe
- (1886-1914) Christian Danneskiold-Samsøe
- (1914-1921) Aage Danneskiold-Samsøe